# Bảo tàng - Khu phức hợp Giáo đường Do Thái ở Włodawa
Bảo tàng - Khu phức hợp Giáo đường Do Thái ở Włodawa (tiếng Ba Lan: Muzeum – Zespół Synagogalny we Włodawie) là một bảo tàng tọa lạc tại số 7 Phố Czerwonego Krzyża, Włodawa, Ba Lan.

## Lược sử hình thành
Bảo tàng - Khu phức hợp Giáo đường Do Thái ở Włodawa được thành lập vào ngày 10 tháng 8 năm 1981. Bảo tàng chính thức mở cửa đón công chúng vào năm 1983. Lúc đầu, Bảo tàng có tên là Bảo tàng Huyện Hồ Łęczyńsko-Włodawskie. Bảo tàng nằm trong khu phức hợp bao gồm: Giáo đường Do Thái Lớn, Giáo đường Do Thái Nhỏ và tòa nhà hậu-Do Thái, từng thuộc về cộng đồng tôn giáo Do Thái sinh sống ở đây cho đến Chiến tranh thế giới thứ hai.
Năm 1993, Bảo tàng Trại tử thần Đức Quốc xã Sobibór trước đây được thành lập với tư cách là một chi nhánh của Bảo tàng này. Từ năm 2012, Bảo tàng Sobibór trở thành một chi nhánh của Bảo tàng Nhà nước ở Majdanek.
Từ năm 2016, Bảo tàng được đổi tên thành Bảo tàng - Khu phức hợp Giáo đường Do Thái ở Włodawa.

## Triển lãm
Bộ sưu tập của Bảo tàng hiện đang bao gồm các triển lãm thuộc các chuyên đề: dân tộc học (giới thiệu văn hóa dân gian của địa phương và các nền văn hóa ngoại lai) và lịch sử (trưng bày các di tích và tài liệu liên quan đến lịch sử của Włodawa và khu vực).